# Paul Nicholls
Paul Nicholls (Bolton, 12 de abril de 1979), nome artístico de Paul Gerald Greenhalgh, é um ator britânico.

## Vida privada
É filho de um operário especializado e de uma enfermeira psiquiátrica. Paul terminou a escola regular aos 16 anos de idade, tendo se destacando na disciplina Drama, na qual obteve sempre a nota máxima.[carece de fontes?]

## Carreira artística
Desde os dez anos de idade demonstrou capacidade de atuar, quando participou do Oldham Theatre Workshop e depois desempenhou seu primeiro papel na televisão, no programa infantil Childrens Ward do canal ITV. Depois disso, tornou-se o favorito das adolescentes [carece de fontes?] com seu trabalho na série EastEnders, em 1985, no papel de Joe Wicks.
Sua filmografia subsequente dá bem a ideia de quanto é apreciado pelo público e pela crítica. [carece de fontes?]
Apesar de ter talento musical, não aceitou convites de mais de dez gravadoras para gravar um "single". [carece de fontes?]

## Filmografia
Título em português, quando conhecido:
- "Venetian Heat" (2005), como Mário,  (em fase de pré-produção).
- "Bridget Jones: The Edge of Reason" (2004), como Jed
- "If Only (filme)" (2004), como Ian Wyndham
- "Alta Velocidade" (High Speed) (2002), como Ruben
- "The Ride" (2002), como Ruben
- "Goodbye Charlie Bright" (2001), como Charlie Bright
- "Self Help" (2000), como Greene
- "The Clandestine Marriage" (1999), como Richard Lovewell
- "The Trench" (1999), como Billy Macfarlane